# Unidad Haugh
La unidad Haugh es una medida de la calidad proteínica del huevo basada en la altura de la clara (albúmina). La introdujo Raymond Haugh, en 1937. Es una medida cualitativa importante en la industria avícola, adicional a la de otras mediciones: espesor y resistencia del cascarón.

## Procedimiento
- Pesaje de un huevo.
- Ruptura sobre una superficie plana (método de rompimiento).
- Determinación, con un micrómetro, de la altura de la albúmina espesa (clara) que circunda inmediatamente a la yema.

La altura, correlacionada con el peso, determina el valor de la unidad Haugh (uH). A un valor mayor corresponde mejor calidad del huevo (el más fresco, de mejor calidad, tiene clara espesa). Aunque la medición determina el contenido de proteínas y la frescura del huevo, no cuantifica otros contenidos de nutrientes importantes, tales como los micronutrientes o las vitaminas.

## Fórmula
La fórmula para calcular esta unidad es:
| Símbolo            | Nombre                               |
| ------------------ | ------------------------------------ |
| {\displaystyle uH} | Unidad Haugh                         |
| {\displaystyle h}  | Altura de la albúmina, en milímetros |
| {\displaystyle w}  | Peso del huevo, en gramos            |